# Senohrad
Senohrad (em húngaro: Szénavár) é um município da Eslováquia, situado no distrito de Krupina, na região de Banská Bystrica. Tem 15,2 km² de área e sua população em 2018 foi estimada em 768 habitantes.

## Demografia
| Ano:        | 1994 | 2004   | 2014   | 2024   |
| ----------- | ---- | ------ | ------ | ------ |
| Broj ljudi: | 719  | 779    | 785    | 713    |
| Razlika:    |      | +8,34% | +0,77% | -9,17% |

| Ano:               | 2023 | 2024   |
| ------------------ | ---- | ------ |
| Número de pessoas: | 716  | 713    |
| Diferença:         |      | -0,41% |